# Perusa
Perusa (en italià: Perugia) és una ciutat d'Itàlia situada a la regió de l'Úmbria, província de Perusa, amb 165.683 habitants l'1 de gener de 2018.
La universitat es va fundar el 1307. El producte local més conegut és la xocolata; un festival de la xocolata es fa cada any a l'octubre.

## Història
Perúsia (llatí: Perusia) fou una de les principals ciutats d'Etrúria a la frontera d'aquest territori, a un turó a la vora de la riba dreta del Tíber, i a prop del llac Trasimè.
Servi diu que originalment fou una ciutat dels umbres habitada per la tribu dels sarsinats, però el mateix autor esmenta també la tradició de la fundació de la ciutat per un heroi de nom Auletes, germà d'Ocnus, el mític fundador de Màntua.
Sembla probable que fos una ciutat dels umbres i que hagués passat més tard als etruscs, sota els quals prengué importància i fou una de les principals ciutats de la confederació etrusca.
Apareix a la història després del 310 aC quan els romans van creuar els boscos de Ciminis. Llavors tres ciutats etrusques, Perúsia, Cortona i Arrètium es van unir i van acordar la pau amb Roma per 30 anys. La pau no es va mantenir i al cap de pocs mesos la guerra amb els romans es va reprendre i les tres ciutats foren derrotades a la batalla del llac Vadimonis, i en una batalla sota les muralles de la mateixa ciutat (309 aC). Perusa va demanar la pau i fou ocupada per una guarnició romana, però al segle següent apareix novament com a ciutat independent aliada a Clúsium. Va reprendre la guerra contra Roma, però les forces combinades foren derrotades per Gneu Fulvi el 295 aC; la derrota no fou decisiva i els perusians van seguir la lluita però l'any següent foren derrotats per Fabi i van perdre 4500 homes i 1700 foren fets presoners; abans de final d'any (294 aC) Perusa va demanar la pau i va obtenir una treva de 40 anys pagant una forta indemnització. Plini considera encara llavors Perúsia, Volsinis i Arrètium les tres ciutats més poderoses d'Etrúria.
Després d'això desapareix de la història i no se sap sota quines circumstàncies va entrar en possessió de Roma, però apareix ja com a aliada romana durant la Segona Guerra Púnica, en què va contribuir al costat de Roma, i el 205 aC va donar subministraments a l'exèrcit d'Escipió Africà.
La ciutat torna a desaparèixer fins al final del període republicà quan va participar en la guerra civil entre Octavi i Luci Antoni el 41 aC, conflicte que fou conegut com a Guerra de Perusa (Bellum Perusinum, Suetoni Aug. 9; Tàcit. Ann. v. 1). Luci Antoni, pressionat per tres exèrcits enemics sota Agripa, Salvidiè, i Octavi, es va refugiar a Perúsia, que era una fortalesa ben defensada, esperant l'arribada dels seus generals Ventidi i Asini Pol·lió; aquests generals no van acomplir la seva tasca i Octavi va assetjar Perúsia i en va tallar els subministraments especialment per la part del Tíber, per on Antoni rebia el gra. La fam va fer estralls a la ciutat; Ventidi va atacar Octavi però fou rebutjat. Antoni va fer un desesperat intent de sortida, però fou rebutjat amb moltes pèrdues i hagué de capitular; Antoni i els seus companys van salvar la vida però els principals ciutadans de Perúsia van ser executats i la ciutat saquejada i incendiada (40 aC).
El mateix Octavi (August) la va fer reconstruir i hi va instal·lar colons, agafant el nom d'Augusta Perusia, que apareix a les inscripcions però sense tenir el rang de colònia. El seu districte fou reduït però tot i així va esdevenir una ciutat prospera i de les més importants de l'interior d'Etrúria.
Sota l'imperi va assolir el rang de colònia (Colonia Vibia Perusia) probablement en temps de Trebonià Gal que la va afavorir.
No torna a aparèixer fins al final de l'imperi quan va passar a Odoacre, els ostrogots i els romans d'Orient (537) que hi van instal·lar una forta guarnició. El 547 fou assetjada per Tòtila a qui va resistir durant dos anys però finalment es va rendir quan Belisari va sortir d'Itàlia (549) i Tòtila va fer matar el bisbe Sant Herculà (Sant' Ercolano) que amb el temps va esdevenir patró de la ciutat.
Fou recuperada per Narses el 552. Va ser integrada a l'Exarcat de Ravenna i fou conquerida pels longobards en una data propera al 580. Els romans d'Orient la van recuperar breument el 592 però la van tornar a perdre el 593. A partir del 727 la disputa entre longobards i romans d'Orient li va donar una certa autonomia.
El 756 va ser entregada al Papa però va conservar la seva autonomia. A l'edat mitjana fou ciutat de predomini dels güelfs i va tenir guerres amb Foligno, Assís, Spoleto, Todi, Siena i Arezzo. Els Papes s'hi van refugiar alguna vegada dins les seves muralles. A Perusa es van fer els conclaus on es va elegir Honori II (1124), Honori IV (1285), Celestí V (1294), i Clement V (1305).
El poder fou assolir pels Baglioni (Pandulf Baglioni) el 1393, i pels Michelotti (1393-1400). El 1400 fou ocupada pel ducat de Milà i en 1403 el papa Bonifaci IX feu que caigués sota el control dels Estats Pontificis. Braccio da Montone, després de la batalla de Sant Egidi, i Nicolau Piccino van exercir el poder (1416-1424 i 1440-1445) abans que els güelfs Baglioni recuperaren el poder amb Guiu (1488-1500) i Joan Pau (1500-1520). Els Baglioni van desafiar tota autoritat i Joan Pau Baglioni fou atret a Roma amb un engany i executat per Lleó X el 1520 però la família va conservar el poder. El 1540 Rodolf Baglioni, que havia matat el legat papal, fou derrotat per Pere Lluís I de Parma (Pere Lluís Farnesi) i la ciutat fou conquerida i saquejada pels seus soldats, i perdé tots els seus privilegis. La revolta de la taxa de la sal el 1553 fou el darrer intent de la ciutat per a gaudir d'autonomia.
Va restar sota domini directe del Papa fins al període napoleònic. El 1797 fou ocupada per França i el 4 de febrer de 1798 es va proclamar la República Tiberina amb capital a Perusa i la tricolor francesa com a bandera. Aquesta república fou unida el 1799 a la República Romana. El 1799 van entrar els napolitans per uns mesos i va restar en mans del Papa fins al 1808 quan va ser inclosa al Regne d'Itàlia. Va tornar al Papa el 1814 i fou ocupada poc després per Joaquim Murat rei de Nàpols que fou expulsat pels austríacs. El Congrés de Viena la va assignar al Papa.
Va patir terratrèmols el 1832, 1838 i 1854.
Revoltada el 1849 va patir una breu ocupació austríaca (maig de 1849) i va tornar al Papa fins a una nova revolta el 14 de juny de 1859 quan s'hi va formar un govern provisional partidari de la unió a Itàlia, revolta que fou ofegada amb sang el 20 de juny de 1859, però finalment el novembre de 1860 va passar al Regne de Sardenya.
Queden important restes de l'antiguitat, destacant les muralles, algunes portes (les més conegudes són l'anomenat Arc d'August i la Porta Màrzia), sepulcres etruscs (amb la sepultura intacta de la família Volumni, de nom etrusc Velimnas) amb sarcòfags i altres objectes, i algunes inscripcions llatines i etrusques, entre elles una de 46 línies amb etrusc, la inscripció més llarga coneguda en aquesta llengua. La deïtat tutelar de la ciutat fou Juno fins al 40 aC i després fou Vulcanus perquè el seu temple fou l'únic que es va salvar de l'incendi provocat per les forces d'Octavi.